# 早川聞多
早川 聞多（はやかわ もんた、1949年4月2日 - ）は、日本の美術史家。専攻は日本美術史、江戸文化史。国際日本文化研究センター名誉教授。
主に与謝蕪村や浮世絵春画などを研究分野としている。

## 来歴・人物
京都市出身。京都教育大学附属高等学校を経て、1970年に国際基督教大学人文学科中退後、東京大学入学。在学中硬式野球部に所属。投手として東京六大学野球で活躍し、1973年秋のリーグ戦で慶法立から3勝を挙げた。六大学リーグ戦通算3勝。1974年に東京大学文学部哲学科卒業。
1980年大阪大学大学院芸術学専攻修士課程修了。1978年大和文華館学芸員、1987年に創設された国際日本文化研究センターに同年11月より助教授として勤務する。2001年10月文化資料研究企画室教授、2015年定年退官。

## 主な著作

### 単著
- 『夜色楼台図 己が人生の表象　絵は語る12』（平凡社、1994年）
- 『浮世絵春画と男色』（河出書房新社、1998年、新装版2018年）
- 『北尾重政 笑本春の曙』（河出書房新社、1999年）
- 『春画のなかの子供たち』（河出書房新社、2000年）
- 『春信の春、江戸の春』（文藝春秋〈文春新書〉、2002年）
- 『春画の見かた 100のポイント』（平凡社〈コロナブックス〉、2008年）
- 『カラー版 現代語訳 春画』（新人物往来社〈新人物文庫〉、2012年）
- 『春画 (おとなの愉しみシリーズ 1)』（すばる舎リンケージ、2014年）
- 『春画　ジャパノロジー・コレクション』（角川ソフィア文庫、2019年）

### 共著
- 『水墨画の巨匠 第12巻 蕪村』 芳賀徹との共著（講談社 1994年）
- 『浮世絵春画を読む 〈上・下〉』 白倉敬彦・田中優子・三橋修、佐伯順子との共著（中央公論新社〈中公叢書〉、2000年／中公文庫、2010年）
- 『現代語訳 春画 詞書と書入れを読む』上智大学国文女学生の会との共著（新人物往来社、2010年）
- 『浮世絵入門 恋する春画』 橋本治・赤間亮・橋本麻里との共著（新潮社〈とんぼの本〉、2011年）

### 共編著
- 『春画-秘めたる笑いの世界 ヘルシンキ市立美術館／浮世絵春画展-』（白倉敬彦との共編・洋泉社、2003年）
- (岡崎久彦・蔡焜燦・遠藤浩一・藍川由美・福田逸・高島俊男・桶谷秀昭・稲田朋美・鷲尾英一郎・小堀桂一郎・笹原宏之・松本徹・市村真一・早川聞多・土田龍太郎)『今昔秀歌百撰』（特定非営利活動法人文字文化協會 2012年）